# 三菱ふそう川崎硬式野球部
三菱ふそう川崎硬式野球部（みつびしふそうかわさきこうしきやきゅうぶ）は、神奈川県川崎市に本拠地を置き、日本野球連盟に加盟していた社会人野球の企業チームである。2009年から休部していたが、2013年に正式に解散した。
運営母体は、三菱ふそうトラック・バス。

## 来歴
1957年、三菱重工業川崎製作所で『三菱重工川崎硬式野球部』として創部。1969年に、都市対抗野球に初出場を果たし、ベスト8に進出した。
1970年、三菱重工業の自動車製造部門を分社化し三菱自動車工業が設立したことに伴い、チーム名を『三菱自動車川崎硬式野球部』に改称した。1979年に日本選手権に初出場し、1995年に日本選手権で初優勝を果たした。また、2000年には都市対抗野球で初優勝を果たした。
2001年、チーム名を『三菱ふそう川崎硬式野球部』に改称した（三菱自動車工業から大型自動車部門を分社化した三菱ふそうトラック・バスは2003年に設立）。2003年には、都市対抗野球で2回目となる優勝を果たした。
2004年3月、本社をめぐる不祥事（三菱リコール隠し）が発覚し、都市対抗野球連覇を目指していたがシーズン途中に活動停止を余儀なくされ、選手たちは社業に専念する事態となった。2005年シーズンから「Revival of FUSO」のスローガンの下、活動を再開し、都市対抗野球神奈川地区予選では第1代表での本戦出場を決め、本大会でも3回目となる優勝を果たした。また、同年9月には川崎市ホームタウンスポーツ推進パートナーに認定され、地域への活動にも積極的に関わるようになった。
しかし、2008年7月10日に、本社の経営体制見直しの一環として野球部の同年限りでの活動休止が発表され、同年12月1日付けで日本野球連盟から活動休止チームとして公示された。また、休部に伴い川崎市ホームタウンスポーツ推進パートナー辞任届を提出し、受理された。
2013年4月16日付けで、日本野球連盟から解散チームとして公示された。

## 沿革
- 1957年 - 『三菱重工川崎』として創部
- 1969年 - 都市対抗野球大会に初出場（8強）
- 1970年 - 『三菱自動車川崎』に改称
- 1971年 - 日本産業対抗野球大会に初出場（初戦敗退）
- 1979年 - 社会人野球日本選手権大会に初出場（初戦敗退）
- 1995年 - 社会人野球日本選手権大会で初優勝
- 2000年 - 都市対抗野球大会で初優勝
- 2001年 - 『三菱ふそう川崎』に改称
- 2003年 - 都市対抗野球大会で2度目の優勝
- 2005年 - 都市対抗野球大会で3度目の優勝
- 2008年 - シーズン終了後に休部
- 2013年 - 解散（グラウンドは撤去工事開始）

## 練習場
- 三菱平間グラウンド

神奈川県川崎市中原区市ノ坪720

## 主要大会の出場歴・最高成績
- 全日本アマチュア野球王座決定戦 - 出場1回、優勝1回（1995年）
- 都市対抗野球大会 - 出場19回、優勝3回（2000, 2003, 2005年）
- 社会人野球日本選手権大会 - 出場8回、優勝1回（1995年）
- JABA北海道大会 - 優勝1回（1996年）
- JABA東北大会 - 優勝3回（1973, 1981, 1985年）
- JABAベーブルース杯争奪大会 - 優勝3回（2000-2002年）
- JABA京都大会 - 優勝1回（2004年）
- JABA日立市長杯争奪大会 - 優勝2回（1997, 2002年）

## 主な出身プロ野球選手
- 瀧安治（内野手） - 1964年に読売ジャイアンツに入団
- 石塚雅二（捕手） - 退団後、東京ドラゴンズを経て、1969年ドラフト外でヤクルトアトムズに入団
- 井上圭一（投手） - 1971年ドラフト1位でロッテオリオンズに入団
- 原田治明（外野手） - 1972年ドラフト4位で読売ジャイアンツに入団
- 鈴木博昭（内野手） - 1973年ドラフト2位で中日ドラゴンズに入団
- 菅野光夫（内野手） - 1974年ドラフト1位で日本ハムファイターズに入団
- 村田辰美（投手） - 1974年ドラフト2位で近鉄バファローズに入団
- 西山茂（外野手） - 1978年ドラフト外で横浜大洋ホエールズに入団
- 高浦美佐緒（捕手） - 1979年ドラフト外で横浜大洋ホエールズに入団
- 福家雅明（投手） - 1981年ドラフト4位で阪神タイガースに入団
- 金沢次男（投手） - 1981年ドラフト5位で横浜大洋ホエールズに入団
- 吉田康夫（捕手） - 1985年ドラフト5位で阪神タイガースに入団
- 鶴見信彦（内野手） - 1988年ドラフト2位で阪神タイガースに入団
- 四條稔（内野手） - 1988年ドラフト4位で読売ジャイアンツに入団
- 清水雅治（内野手） - 1988年ドラフト6位で中日ドラゴンズに入団
- 玉木重雄（投手） - 1995年ドラフト3位で広島東洋カープに入団
- 渡邉博幸（内野手） - 1995年ドラフト4位で中日ドラゴンズに入団
- 中野渡進（投手） - 1999年ドラフト7位で横浜ベイスターズに入団
- 竹下慎太郎（投手） - 退団後、大分硬式野球倶楽部を経て、2000年ドラフト8位で横浜ベイスターズに入団
- 加藤武治（投手） - 2002年ドラフト4位で横浜ベイスターズに入団
- 吉見宏明（内野手） - 退団後、2003年に統一ライオンズ（台湾プロ野球）に入団
- 森大輔（投手） - 2003年ドラフト自由獲得枠で横浜ベイスターズに入団
- 渡辺直人（内野手） - 2006年大学生・社会人ドラフト5位で東北楽天ゴールデンイーグルスに入団
- 矢貫俊之（投手） - 2008年ドラフト3位で北海道日本ハムファイターズに入団

## かつて在籍していた主な選手・コーチ・監督
- 水谷則一 - 元監督
- 大須賀康浩 - 元監督、現在は福井工大福井高校硬式野球部の監督
- 小倉清一郎 - 元横浜高校硬式野球部の監督、部長
- 垣野多鶴 - 元監督、休部後はNTT東日本野球部監督を務めた
- 梶山義彦 - シドニーオリンピック日本代表
- 桑元孝雄 - アトランタオリンピックコーチ日本代表、その後は武相高校監督等を務めた
- 西郷泰之 - アトランタオリンピック日本代表、都市対抗野球大会橋戸賞（2000年）、休部後はHonda野球部で選手、コーチ
- 土屋恵三郎 - 元桐蔭学園高校硬式野球部、現在は星槎国際湘南野球部の監督
- 堀井哲也 - 元三菱自動車岡崎・JR東日本の監督。現在は慶應義塾大学硬式野球部監督
- 大久保裕 - 東京大学硬式野球部監督
- 徳丸哲史 - 元熊本ゴールデンラークスの監督。同チームのマネージャーを経て、現在は九州アジアプロ野球機構スタッフ
- 谷村逸郎 - 都市対抗野球大会橋戸賞（2003年）
- 山本秀明 - 日大藤沢高校監督
- 東哲平 - 敦賀気比高校野球部監督
- 佐藤レナン勇 - 元深谷組の監督。現在は栃木ゴールデンブレーブススタッフ。佐藤二朗の実弟。